# Bark Out Thunder Roar Out Lightning
Bark Out Thunder Roar Out Lightning ist ein Jazzalbum von Chief Adjuah. Die wohl um 2022 in The Champagne Room West and Westlake Studios, Los Angeles, und in den Trombone Shorty Studios, New Orleans entstandenen Aufnahmen erschienen am 20. Juli 2023 auf Ropeadope Records.

## Hintergrund
Bark Out Thunder Roar Out Lightning (deutsch etwa „Belle den Donner und brülle den Blitz“) gilt als ein komplexes Werk, mit dem der Künstler, der früher als Christian Scott bekannt war, eine Brücke zwischen Vergangenheit und Zukunft schlage, indem er die folkloristischen Stile, zeremoniellen und rituellen Praktiken der Maroons- und Afro-indigenen Chiefdoms und die Kultur von New Orleans mit Stretch Music verbinde. Das Ergebnis sei eine Darbietung afro-amerikanischer und westafrikanischer Ausdrucksformen, in der Musik, Tanz und Herkunftskulturen vereint sind. Dies alles hängt auch mit seiner Namensänderung zusammen, die schrittweise erfolgte – 2012 bezeichnete er sich erstmals als Christian Scott aTunde Adjuah und änderte seinen Namen 2023 offiziell in Xian aTunde Adjuah.
„Ich bin in ein westafrikanisches Häuptlingssystem hineingeboren, das offensichtlich eine Beziehung zu den First Nations dieses Landes hat“, erklärt er. „Und wenn man in diesen besonderen kulturellen Raum in New Orleans hineingeboren wird, fühlt man sich gewissermaßen mit den Wurzeln vieler dieser Ausdrucksformen verbunden, der musikalischen Ausdrucksformen, die wir auch heute noch beisteuern und aufbauen.“ Sein Großvater mütterlicherseits, Donald Harrison, führte ab den 1940er-Jahren drei verschiedene Stämme an und gründete schließlich eine Gruppe namens Guardians of the Flame; sein Onkel, der Altsaxophonist Donald Harrison Jr., ist Big Chief der Congo Square Nation Afro-New Orleans Cultural Group. Adjuah würdigt jeden dieser Männer auf dem Album.
In einem Interview aus dem Jahr 2017 sagte Bandleader und Multiinstrumentalist Chief Xian aTunde Adjuah über seine Heimatstadt New Orleans und ihre Geschichte als Geburtsort des Jazz: „Man kann argumentieren, dass New Orleans der einzige Ort auf dem amerikanischen Festland ist, an dem Afrikaner nicht getötet würden, wenn sie eine Trommel hätten.“ Wie Adjuah erklärte, war die Musik versklavter Afrikaner in New Orleans nicht verboten, wie dies an vielen Orten in der westlichen Welt in früheren Jahrhunderten der Fall war, notierte John Morrison. In New Orleans durften die Afrikaner die komplexen Musiktraditionen, die sie über den Atlantik mitgebracht hatten, beibehalten und den afrikanischen Klang in einen amerikanischen musikalischen und sozialen Kontext einbringen. Chief Adjuahs Album Bark Out Thunder, Roar Out Lightning beansprucht laut John Morrison, einen Einblick in eine „freie, zukunftsorientierte Musikform der Schwarzen“ geben.
Auf den hypnotischen Opener „Blood Calls Blood“ folgt „Trouble That Mornin‘“, ein Stück, bei dem treibendes Handtrommeln den aufsteigenden Gesang verankert. Hier erinnert der Liedtext die Zuhörer daran, dass seit dem Beginn des Kolonialismus und des Sklavenhandels 500 Jahre vergangen sind, und erinnert gleichzeitig an die Namen der Yoruba-Gottheiten Shango und Yemayá. „On to New Orleans (Runnin‘ in 7s Redux)“ reduziert die Dinge auf den Kern mit einer komplexen Mischung aus Perkussion-Elementen, die afrikanisches Trommeln in seiner orchestralen Entfaltung zeigt. Seit Jahren werden seine Blasinstrumente nach seinen Vorgaben angefertigt, nun hat er zwei neue Instrumente entwickelt, die er Chief Adjuah’s Bow und Adjuah’s N’Goni nennt. Es sind harfenartige Instrumente, lang und scharf mit metallischen Saiten, und er spielt und zupft sie auf eine Art und Weise, die rituell und traumhaft zugleich ist.

## Titelliste
- Chief Adjuah: Bark Out Thunder Roar Out Lightning (Ropeadope Records)[3]

1. Blood Calls Blood 7:40
2. Trouble That Mornin’ 4:39
3. Xodokan Iko - Hu Na Ney 3:57
4. Bark Out Thunder Roar Out Lightning 15:22
5. Shallow Water [Tribute Big Chief Donald Harrison Sr. - Guardians of the Flame] 6:13
6. On to New Orleans [Runnin' in 7's Redux] 3:19
7. End Simulation 3:29
8. Ashé Chief Donald [Tribute Big Chief Donald Harrison Jr. - Congo Square Nation] 2:31
9. Golden Crown [Chief Xian aTunde Adjuah – Xodokan Nation] 3:56
10. Bark Out Thunder Roar Out Lightning [Duo] 5:15

Wenn nicht anders vermerkt, stammen die Kompositionen von Chief Adjuah.

## Besetzung
Weitere Musiker sind:
- Trail Chief Kiel Adrian Scott – Gesang, Perkussion (Tracks 3, 5, 8, 9)
- Weedie Braimah – Djembe, Congas, Tamburin, Dun Dun, Perkussion, Gesang (Tracks 3, 4, 5, 6, 8, 9)
- Luques Curtis – Bass, Guembri-Gesang (Tracks 2, 3, 5,8, 9)
- Elé Howell – Panafrikanisches Kit, Schlagzeug, Glocken, Tamburine, Gesang (Tracks 3, 5, 8, 9, 10)
- Brian Richburg Jr. – Schlagzeug, SPDSX, Percussion, Tamburine, Gesang (Tracks 1, 3, 5, 7, 8, 9)
- Marcus Gillmore – Schlagzeug (Tracks 3, 5)
- Joe Dyson Jr. Pan African Kit (Track 6)
- Corey Fonville – Schlagzeug (Track 6)
- Alfred Jordan – Schlagzeug, Perkussion, Tamburin, Gesang (Tracks 3, 5, 8, 9)
- Mizan Willis – Dun Dun, Glocken, Shekere, Perkussion, Gesang (Tracks 3, 5, 9)
- Amyna Love – Gesang (Tracks 3, 5, 9)
- Amina Scott – Gesang (Tracks 3, 5, 9)
- Lioness Sia Fodey – Gesang (Tracks 3, 5, 9)

Zu den Instrumenten der Perkussionisten zählen Mande-Trommeln, Dundunba, Sangban, Kenkeni, Ewe-Trommeln, Sogo, Atsimevu, Agboba, Kidi, Kaganu, Mbira, Kalimba und Batá.

## Rezeption
Mit seiner Stimme und einem selbst entworfenen elektrischen Bogen/Harfe im Vordergrund sei diese Musik tief in der afrikanischen Tradition verwurzelt und frei von den Zwängen eines westlichen Genrekonzepts, schrieb John Morrison. Bark Out Thunder, Roar Out Lightning sei eine kraftvolle Verschmelzung westafrikanischer und schwarzamerikanischer Sensibilität und spreche die Vielfalt der Diaspora an. Sowohl der Blues als auch der Jazz würden in diesen Liedern leben, während die malische Ngoni-Musik wie eine ferne Erinnerung erscheine. Obwohl vollständig in der Vergangenheit verankert, sei dies ein gewagtes zeitgenössisches Werk, das uns an all die Dinge erinnert, die unsere Vorfahren schätzten und für die Zukunft sicher aufbewahrten.
Chief Adjuah, früher bekannt als Christian Scott, sei seit fast zwei Jahrzehnten einer der aufregendsten Musiker überhaupt, schrieb Phil Freeman (Stereogum/Ugly Beauty). Seit der Veröffentlichung seines Debütalbums Rewind That aus dem Jahr 2006, und insbesondere mit Anthem im darauffolgenden Jahr würde er einen Weg beschreiten, der Jazz, elektronische Musik, Trap und alle perkussiven und rhythmischen Traditionen seiner Heimat New Orleans vereine. Seit er vor etwas mehr als einem Jahrzehnt bei Ropeadope unter Vertrag stehe, habe er eine Reihe von Alben herausgebracht, die in einem neuen Genre existieren, das er „Stretch-Music“ nennt, am besten veranschaulicht in seiner Trilogie von 2017 aus Diaspora, Ruler Rebel und The Emancipation Procrastination.
In den Jahresbestenlisten der New York Times für 2023 wurde Bark Out Thunder Roar Out Lightning bei den Jazzalben auf Platz 1 gesetzt. Dies gilt Jazz thing zufolge als „Ritterschlag“ in der Branche.